# 周志华 (1940年)
周志华（1940年10月—2020年10月1日），江苏常州人，中华人民共和国化学家，南京师范大学化学系教授。

## 生平
1958年9月至1962年7月，苏州大学化学系学习，毕业后任教于高淳县桠溪中学和高淳县文教局教研室。1978年10月，进入南京师范大学化学系工作。1990年5月，晋升为教授。2001年，被评为博士生导师。1979年9月至1980年8月，在南京大学配位化学研究所进修。1987年8月至1988年8月，在美国普渡大学化学系作访问学者。1992年，获国务院特殊津贴。1994年1月至1999年1月，担任化学系系主任，主攻原位红外光谱电化学法对电化学吸附、氧化、聚合。2006年2月，退休。2020年10月1日因病去世。